# Кендлер, Кеннет
Кеннет Кендлер (англ. Kenneth S. Kendler, род. 12 июля 1950, Нью-Йорк, Нью-Йорк) — американский психиатр, наиболее известный своими новаторскими исследованиями в области психиатрической генетики, в частности генетических причин шизофрении. Кендлер — один из самых цитируемых исследователей в области психиатрии. В период с 1990 по 1998 год он был 2-м самым цитируемым психиатром, а за десятилетие 1997-2007 годов он занимал 4-е место в рейтинге Science Watch Thomson Reuters. Он является автором более 1200 статей, а в 2016 году его индекс Хирша составлял 126. Группа Кендлера также была известна повторением исследования Авшалома Каспи о взаимодействии стрессовых жизненных событий и полиморфизма транспортёра серотонина в прогнозировании эпизодов значительной депрессии.
Кендлер — заслуженный профессор психиатрии Бэнкса, профессор генетики человека и директор Виргинского института психиатрической и поведенческой генетики в Университете Содружества Вирджинии. Кендлер также является одним из двух редакторов журнала Psychological Medicine. Он работал в рабочей группе, которая пересмотрела DSM-III, в рабочей группе по DSM-IV и в рабочей группе DSM-5 по расстройствам настроения.
Кендлер также интересуется философскими вопросами психиатрии. Кендлер в соавторстве с Эдит Зербин-Рюдин, дочерью нацистского психиатра Эрнста Рюдина, написал историю работы Эрнста Рюдина во время Второй мировой войны. Во время Второй мировой войны Рудин был членом нацистского экспертного комитета по вопросам народонаселения и расовой политики, который громогласно выступал за истребление людей, больных шизофренией.
Кендлер — второй сын Говарда Х. Кендлера и Трейси Кендлер, оба родителя были влиятельными академическими психологами. Они назвали своего сына Кеннетом в честь Кеннета В. Спенса, научного руководителя обоих во время учёбы в Университете Айовы. Кендлер женат на Сьюзен Миллер, у них трое детей.